# جعفرخان از فرنگ آمده
جعفرخان از فرنگ آمده یک نمایشنامۀ کمدی فارسی است که حسن مقدم آنرا به سال ۱۳۰۰ نگاشته است. مقدم در این نمایشنامه به موضوع  تحجّر در اجتماع سنّتی و غرب‌زدگی فرنگ‌رفته در ایران می‌پردازد. علی حاتمی نیز در دهه ۱۳۶۰ بر اساس این نمایشنامه فیلمی به نام جعفرخان از فرنگ برگشته ساخته است.

## نمایش
مقدم این نمایشنامه را در سال ۱۳۰۰ به صورت تک پرده نگاشت و آن را با گروه ایران جوان به صحنه برد پس از زمان کوتاهی این نمایش توسط جمعیت فرهنگ رشت به صحنه رفت که باز با استقبال بینظیری روبرو شد. استقبال از این نمایشنامه به قدری زیاد است که بعد از کوته زمانی نام نمایش بر زبان مخاطبان افتاد به حدی که نام نمایش تبدیل به یک ضرب‌المثل شد.
مقدم پیش از نگارش این اثر مینویسد : «مدتی است که تماشای بعضی صحنه‌های مضحک و رویدادهای خنده‌آور فرنگ رفته‌ها مرا بر آن داشته که نمایشنامه‌ای بنویسم اسم آن را هم انتخاب کرده ام. جعفر خان از فرنگ آمده، هدفم اینست که نمایش سرگرم‌کننده باشد و نه تنها عده‌ای خاص بلکه توده مردم هم بتوانند با موضوع نمایشنامه رابطه برقرار نمایند.»

## طرح نمایش
جعفرخان فرزند یکی از خانواده‌های متمول تهرانی که ۸ سال پیش برای تحصیل به اروپا رفته بود به ایران بازمیگردد ولی کاملاً تغییر کرده‌است و فارسی را هم به زحمت صحبت می‌کند. خانواده او که سنتی هستند رفتار او را برنمی‌تابند. از سوی دیگر جعفرخان می‌خواهد با تکیه بر تحصیلات خود در یکی از وزارتخانه‌ها شغلی بدست آورد ولی به خاطر روابط حاکم بر امور کشور سرخورده می‌شود.

## فیلم
در سال ۱۳۶۶ فیلم جعفرخان از فرنگ برگشته به فیلم‌نامه علی حاتمی براساس همین نمایشنامه با بازی افرادی چون عزت الله انتظامی, محمد علی کشاورز، حسین سرشار، ارحام صدر، کلارا استپانیانس، جهانگیر فروهر، ایرج راد و سرور نجات‌الهی به مدت ۸۸ دقیقه ساخته شد. گرچه بر اساس حسن مقدم بازنویسی شده‌است و خط داستان و شخصیت‌ها همان است، اما جای شخصیت‌های مثبت و منفی با هم عوض می‌شود. زمان نوشتن نمایشنامه اواخر دوره قاجار و زمانی که فیلم نشان می دهد اواخر دوران پهلوی است. در نمایشنامه جعفرخان شخصیتی تحصیل کرده، مبادی آداب معاشرت، آشنا به بهداشت فردی و داناست. در مقابل اعضای خانواده اش در ایران افرادی بی سواد، خرافاتی، دور از بهداشت و نادان هستند. اما در فیلم، جعفر خان شخصیتی غرب زده، بی عاطفه، بی ریشه، خیالاتی و نادان است اما خانواده اش در ایران (که در میان آن‌ها فرنگ رفته‌های دیگری هم وجود دارد) افرادی هستند ریشه دار، پرعاطفه  و دانا.